# Oryctes nevadensis
Oryctes nevadensis är en potatisväxtart som beskrevs av S. Wats. Oryctes nevadensis ingår i släktet Oryctes och familjen potatisväxter. Inga underarter finns listade i Catalogue of Life.